# BRZZVLL
BRZZVLL is een Belgisch jazzcollectief (Antwerpen) dat zich laat beïnvloeden door vooral funk en psychedelia. De band werd opgericht door saxofonist Vincent Brijs.
In 2007 won de band (toen nog onder de naam Brazzaville) de Jong Jazztalent Gent wedstrijd. Album Happy Life Creator werd in 2010 genomineerd tijdens de Music Industry Awards in de categorie 'beste artwork'. In 2014 werkte de band muziek uit met dichter, schrijver en muzikant Anthony Joseph (UK). Hun album ‘Engines’ is het resultaat van één intense geïmproviseerde opnamesessie. In dezelfde lijn lanceerde de band in 2016 de plaat ‘First Let’s Dance’, opnieuw een album dat resulteerde uit een legendarische geïmproviseerde opnamesessie, ditmaal met spoken word artist Amir Sulaiman (USA). De hoes van dit laatste album werd door The Vinyl Frontier tot een van 'dé albumhoezen van 2016' gerekend. In 2017 treedt BRZZVLL naar buiten met een instrumentaal studio-album waarop twee drummers, Stijn Cools en Maarten Moesen, te horen zijn.
BRZVLL speelde onder meer op Couleur Café, Gent Jazz Festival, Openluchttheater Rivierenhof en Theater aan Zee, en speelde in het verleden samen met Ursula Rucker, Anthony Joseph, Joseph Bowie (Defunkt), Zena Edwards, Maimouna Youssef, Ayanna Witter Johnson, Baloji, Mo & Grazz, Sharrif Simmons, Kain the Poet (the Last Poets), Stijn en in het voorprogramma van Al Jarreau, Marcus Miller, The Neville Brothers, The Roots, UB40, Youngblood Brass Band, Gregory Porter, Neneh Cherry & Jef Neve.
Andrew Claes (sax, EWI) en Dries Laheye (bas) spelen ook bij STUFF..

## Discografie
- 2017 Waiho
- 2016 First Let's Dance
- 2014 Engines
- 2013 Polemicals
- 2010 Sowhereto
- 2010 Happy Life Creator
- 2008 Days of thunder, days of grace